# بينسون
بينسون (بالإنجليزية: Benson, Arizona)‏ هي مدينة تقع في مقاطعة كوتشايز، أريزونا بولاية أريزونا في الولايات المتحدة. تأسست عام 1880، تبلغ مساحتها 107.4 (كم²)، وترتفع عن سطح البحر 1093 م، بلغ عدد سكانها 5105 نسمة في عام 2010 حسب إحصاء مكتب تعداد الولايات المتحدة وتصل الكثافة السكانية فيها 47.6 نسمة/كم2.

## التركيبة السكانية
حدّد مكتب تعداد الولايات المتحدة بيانات التركيبة السكانية لبينسون في تعداد الولايات المتحدة. في ما يلي، التركيبة السكانية حسب تعدادي 2000 و2010.

### تعداد عام 2000
بلغ عدد سكان بينسون 4,711 نسمة بحسب تعداد عام 2000، وبلغ عدد الأسر 2,084 أسرة وعدد العائلات 1,347 عائلة مقيمة في المدينة. في حين سجلت الكثافة السكانية 43.6 نسمة لكل كيلومتر مربع (112.9/ميل2). وبلغ عدد الوحدات السكنية 2,822 وحدة بمتوسط كثافة قدره 26.1 لكل كيلومتر مربع (67.6/ميل2).
وتوزع التركيب العرقي للمدينة بنسبة 89.32% من البيض و0.72% من الأمريكيين الأفارقة و1.29% من الأمريكيين الأصليين و0.47% من الأمريكيين ذوي الأصول الآسيوية و0.13% من سكان جزر المحيط الهادئ و5.69% من الأعراق الأخرى و2.38% من عرقين مختلطين أو أكثر و19.85% من الهسبانيون أو اللاتينيون من أي عرق.
بلغ عدد الأسر 2,084 أسرة كانت نسبة 22.9% منها لديها أطفال تحت سن الثامنة عشر تعيش معهم، وبلغت نسبة الأزواج القاطنين مع بعضهم البعض 51.5% من أصل المجموع الكلي للأسر، ونسبة 9.2% من الأسر كان لديها معيلات من الإناث دون وجود شريك، بينما كانت نسبة 4% من الأسر لديها معيلون من الذكور دون وجود شريكة وكانت نسبة 35.4% من غير العائلات. تألفت نسبة 30% من أصل جميع الأسر من عدة أفراد يعيشون في نفس المنزل ونسبة 17.4% كانت تتألف من شخص يعيش بمفرده يبلغ من العمر 65 عاماً أو أكثر. وبلغ متوسط حجم الأسرة المعيشية 2.22، أما متوسط حجم العائلات فبلغ 2.72.
بلغ العمر الوسطي للسكان 49.6 عاماً. وكانت نسبة 19.5% من القاطنين تحت سن الثامنة عشر، وكانت نسبة 6.6% بين الثامنة عشر والرابعة والعشرين عاماً، ونسبة 17.6% كانت واقعةً في الفئة العمرية ما بين الخامسة والعشرين والرابعة والأربعين عاماً، ونسبة 26.3% كانت ما بين الخامسة والأربعين والرابعة والستين، ونسبة 28.1% كانت ضمن فئة الخامسة والستين عاماً فما فوق. يوجد لكل 100 أنثى 96.1 ذكر، ويوجد لكل 100 أنثى في الثامنة عشر من عمرها فما فوق 92.3 ذكر.
بلغ متوسط دخل الأسرة في المدينة 28,289 دولارًا، أما متوسط دخل العائلة فبلغ 36,364 دولارًا. وكان متوسط دخل الذكور 34,013 دولارًا مقابل 18,964 دولارًا للإناث. وسجل دخل الفرد الخاص بالمدينة 17,315 دولارًا. وكانت نسبة 6.2% من العائلات ونسبة 13.7% من السكان تحت خط الفقر، وكان من هؤلاء نسبة 26.9% تحت سن الثامنة عشر ونسبة 9.9% في الخامسة والستين من العمر وما فوق.

### تعداد عام 2010
بلغ عدد سكان بينسون 5,105 نسمة بحسب تعداد عام 2010، وبلغ عدد الأسر 2,369 أسرة وعدد العائلات 1,404 عائلة مقيمة في المدينة. في حين سجلت الكثافة السكانية 47.3 نسمة لكل كيلومتر مربع (122.5/ميل2). وبلغ عدد الوحدات السكنية 2,941 وحدة بمتوسط كثافة قدره 27.2 لكل كيلومتر مربع (70.4/ميل2).
وتوزع التركيب العرقي للمدينة بنسبة 87.78% من البيض و1% من الأمريكيين الأفارقة و0.96% من الأمريكيين الأصليين و0.72% من الأمريكيين ذوي الأصول الآسيوية و0.16% من سكان جزر المحيط الهادئ و5.80% من الأعراق الأخرى و3.58% من عرقين مختلطين أو أكثر و22.06% من الهسبانيون أو اللاتينيون من أي عرق.
بلغ عدد الأسر 2,369 أسرة كانت نسبة 19.9% منها لديها أطفال تحت سن الثامنة عشر تعيش معهم، وبلغت نسبة الأزواج القاطنين مع بعضهم البعض 45.2% من أصل المجموع الكلي للأسر، ونسبة 9.7% من الأسر كان لديها معيلات من الإناث دون وجود شريك، بينما كانت نسبة 4.3% من الأسر لديها معيلون من الذكور دون وجود شريكة وكانت نسبة 40.7% من غير العائلات. تألفت نسبة 35% من أصل جميع الأسر من عدة أفراد يعيشون في نفس المنزل ونسبة 20.2% كانت تتألف من شخص يعيش بمفرده يبلغ من العمر 65 عاماً أو أكثر. وبلغ متوسط حجم الأسرة المعيشية 2.12، أما متوسط حجم العائلات فبلغ 2.70.
بلغ العمر الوسطي للسكان 52.5 عاماً. وكانت نسبة 18% من القاطنين تحت سن الثامنة عشر، وكانت نسبة 6.2% بين الثامنة عشر والرابعة والعشرين عاماً، ونسبة 17.6% كانت واقعةً في الفئة العمرية ما بين الخامسة والعشرين والرابعة والأربعين عاماً، ونسبة 27% كانت ما بين الخامسة والأربعين والرابعة والستين، ونسبة 31.3% كانت ضمن فئة الخامسة والستين عاماً فما فوق. وتوزع التركيب الجنسي للسكان بنسبة 48.4% ذكور و51.6% إناث.

## المناخ
يظهر الجدول التالي التغييرات المناخية على مدار السنة لبينسون:
| البيانات المناخية لـبينسون                  | البيانات المناخية لـبينسون | البيانات المناخية لـبينسون | البيانات المناخية لـبينسون | البيانات المناخية لـبينسون | البيانات المناخية لـبينسون | البيانات المناخية لـبينسون | البيانات المناخية لـبينسون | البيانات المناخية لـبينسون | البيانات المناخية لـبينسون | البيانات المناخية لـبينسون | البيانات المناخية لـبينسون | البيانات المناخية لـبينسون | البيانات المناخية لـبينسون |
| الشهر                                       | يناير                      | فبراير                     | مارس                       | أبريل                      | مايو                       | يونيو                      | يوليو                      | أغسطس                      | سبتمبر                     | أكتوبر                     | نوفمبر                     | ديسمبر                     | المعدل السنوي              |
| ------------------------------------------- | -------------------------- | -------------------------- | -------------------------- | -------------------------- | -------------------------- | -------------------------- | -------------------------- | -------------------------- | -------------------------- | -------------------------- | -------------------------- | -------------------------- | -------------------------- |
| الدرجة القصوى °ف (°م)                       | 85 (29)                    | 88 (31)                    | 95 (35)                    | 102 (39)                   | 107 (42)                   | 116 (47)                   | 112 (44)                   | 113 (45)                   | 108 (42)                   | 103 (39)                   | 93 (34)                    | 84 (29)                    | 116 (47)                   |
| متوسط درجة الحرارة الكبرى °ف (°م)           | 63.0 (17.2)                | 66.4 (19.1)                | 72.3 (22.4)                | 79.2 (26.2)                | 87.8 (31.0)                | 96.6 (35.9)                | 96.4 (35.8)                | 93.5 (34.2)                | 91.1 (32.8)                | 83.0 (28.3)                | 71.7 (22.1)                | 63.1 (17.3)                | 80.3 (26.8)                |
| متوسط درجة الحرارة الصغرى °ف (°م)           | 28.8 (−1.8)                | 32.0 (0.0)                 | 36.6 (2.6)                 | 42.1 (5.6)                 | 49.1 (9.5)                 | 58.5 (14.7)                | 65.7 (18.7)                | 64.1 (17.8)                | 57.1 (13.9)                | 44.8 (7.1)                 | 34.1 (1.2)                 | 29.7 (−1.3)                | 45.2 (7.3)                 |
| أدنى درجة حرارة °ف (°م)                     | 5 (−15)                    | 9 (−13)                    | 13 (−11)                   | 22 (−6)                    | 22 (−6)                    | 35 (2)                     | 43 (6)                     | 42 (6)                     | 35 (2)                     | 15 (−9)                    | 9 (−13)                    | 5 (−15)                    | 5 (−15)                    |
| الهطول إنش (مم)                             | 0.68 (17)                  | 0.74 (19)                  | 0.51 (13)                  | 0.23 (5.8)                 | 0.10 (2.5)                 | 0.37 (9.4)                 | 2.69 (68)                  | 2.79 (71)                  | 1.32 (34)                  | 0.62 (16)                  | 0.57 (14)                  | 0.71 (18)                  | 11.34 (288)                |
| متوسط تساقط الثلوج إنش (سم)                 | 0.6 (1.5)                  | 0.6 (1.5)                  | 0.1 (0.25)                 | 0 (0)                      | 0 (0)                      | 0 (0)                      | 0 (0)                      | 0 (0)                      | 0 (0)                      | 0 (0)                      | 0.1 (0.25)                 | 0.4 (1.0)                  | 1.8 (4.6)                  |
| المصدر: The Western Regional Climate Center |                            |                            |                            |                            |                            |                            |                            |                            |                            |                            |                            |                            |                            |

## أعلام
- تشاك ستيفنسون
- نيك غوميز

## وصلات خارجية
- www.cityofbenson.com